# Kristian Ghedina
Kristian Ghedina (* 20. November 1969 in Pieve di Cadore) ist ein ehemaliger italienischer Skirennläufer und Motorsportler.

## Biografie
Der in Cortina d’Ampezzo als Angehöriger der ladinischen Volksgruppe lebende Ghedina gewann in seiner Laufbahn 12 Weltcupabfahrten und einen Super-G und konnte insgesamt 33 Podiumsplätze (29 Abfahrten, 4 Super-Gs) erringen. Bei den Weltmeisterschaften 1991 in Saalbach wurde er Zweiter in der Kombination, 1996 wurde er Zweiter in der Abfahrt bei den Weltmeisterschaften in der Sierra Nevada. 1997 in Sestriere holte er noch einmal Bronze in der Abfahrt. Er hielt außerdem bis 2025 den Streckenrekord auf der Lauberhorn-Abfahrt, wo er bei seinem Sieg im Jahr 1997 mit einer Zeit von 2:24,23 min eine Durchschnittsgeschwindigkeit von 106,33 km/h erreichte.
In der Saison 1994/95 verpasste Ghedina den Sieg in der Abfahrts-Disziplinenwertung (es wäre dies der erste Erfolg dieser Art für den italienischen Verband gewesen; Isolde Kostner war 2000/01 und 2001/02 erstmals erfolgreich, bei den Herren dauerte es bis zum 16. März 2016, ehe Peter Fill beim Finale in St. Moritz die Durststrecke beendete). Vor dem Finale in Bormio in Führung liegend, belegte er dort letztlich nur Rang 6, während Luc Alphand sich mit seinem Tagessieg auch im Gesamtklassement an die Spitze setzte.
Seinen letzten Weltcupsieg erzielte er am 14. Dezember 2001 in Gröden. Er fuhr aber danach in fünf Saisonen noch 15 Top-Ten-Plätze, darunter zwei Podestplätze, heraus. Bei seinem Lauf beim Hahnenkammrennen von Kitzbühel am 24. Januar 2004 verblüffte und begeisterte er Publikum und TV-Kommentatoren mit einer Grätsche beim Sprung im Zielschuss, er fuhr damit auf den sechsten Platz.
Am 26. April 2006 gab er auf einer Pressekonferenz das Ende seiner alpinen Skikarriere bekannt. Er strebte daraufhin, unterstützt von seinem Freund Alessandro Zanardi, eine Karriere als Autorennfahrer an und bestritt Ende April 2006 ein erstes Formel 3000-Rennen der International Masters im Team Scuderia Bigazzi. 2006 ging er in der italienischen Tourenwagen-Rennserie „Campionato Italiano Superstars“ auf einem BMW M3 des ROAL-Teams von Roberto Ravaglia an den Start, er landete mit 32 Punkten auf dem siebten Platz. 2008 belegte er mit 56 Punkten im Endklassement Platz 5.
Im März 2009 ging Ghedina bei den Italienischen Skimeisterschaften in der Abfahrt und im Super-G an den Start. In der Abfahrt belegte er den sechsten Platz. 2010 startete er letztmals bei der italienischen Abfahrtsmeisterschaft und wurde 23.

### Privates
Kristian Ghedina ist der Sohn von Angelo und der Skilehrerin Adriana, die 1984 bei einem Skiunfall in ihrer Heimat verunglückt ist. Er hat zwei Schwestern und einen Bruder.
2020 wurde er erstmals Vater eines Sohnes.

## Erfolge

### Olympische Spiele
- Albertville 1992: 6. Kombination, 11. Abfahrt
- Lillehammer 1994: 20. Abfahrt
- Nagano 1998: 6. Abfahrt, 16. Super-G
- Salt Lake City 2002: 35. Abfahrt
- Turin 2006: 23. Abfahrt

### Weltmeisterschaften
- Saalbach-Hinterglemm 1991: 2. Kombination, 9. Super-G, DNF Abfahrt
- Morioka-Shizukuishi 1993: 13. Abfahrt
- Sierra Nevada 1996: 2. Abfahrt, 14. Super-G
- Sestriere 1997: 3. Abfahrt, 7. Super-G
- Vail/Beaver Creek 1999: 9. Abfahrt, 10. Super-G, 12. Kombination
- St. Anton 2001: 23. Super-G
- St. Moritz 2003: 11. Abfahrt
- Bormio 2005: 15. Abfahrt, 46. Super-G

### Weltcupwertungen
| Saison  | Gesamt | Gesamt | Abfahrt | Abfahrt | Super-G | Super-G | Riesenslalom | Riesenslalom | Kombination | Kombination |
| Saison  | Platz  | Punkte | Platz   | Punkte  | Platz   | Punkte  | Platz        | Punkte       | Platz       | Punkte      |
| ------- | ------ | ------ | ------- | ------- | ------- | ------- | ------------ | ------------ | ----------- | ----------- |
| 1989/90 | 15.    | 97     | 6.      | 87      | –       | –       | –            | –            | 7.          | 10          |
| 1990/91 | 22.    | 63     | 11.     | 40      | 19.     | 10      | 32.          | 3            | 6.          | 10          |
| 1991/92 | 43.    | 206    | 15.     | 147     | 39.     | 33      | –            | –            | 29.         | 26          |
| 1992/93 | 57.    | 139    | 27.     | 110     | –       | –       | –            | –            | 20.         | 29          |
| 1993/94 | 40.    | 207    | 19.     | 146     | 39.     | 9       | –            | –            | 7.          | 52          |
| 1994/95 | 7.     | 628    | 2.      | 473     | 7.      | 126     | 32.          | 29           | –           | –           |
| 1995/96 | 15.    | 492    | 8.      | 237     | 10.     | 170     | 46.          | 9            | 5.          | 76          |
| 1996/97 | 4.     | 990    | 2.      | 700     | 5.      | 218     | –            | –            | 6.          | 72          |
| 1997/98 | 11.    | 544    | 6.      | 412     | 10.     | 114     | –            | –            | –           | –           |
| 1998/99 | 20.    | 355    | 8.      | 296     | 36.     | 14      | –            | –            | 9.          | 45          |
| 1999/00 | 4.     | 958    | 2.      | 677     | 8.      | 216     | –            | –            | 8.          | 65          |
| 2000/01 | 60.    | 95     | 21.     | 95      | –       | –       | –            | –            | –           | –           |
| 2001/02 | 10.    | 505    | 3.      | 381     | 15.     | 88      | –            | –            | 12.         | 36          |
| 2002/03 | 98.    | 38     | 36.     | 35      | 57.     | 3       | –            | –            | –           | –           |
| 2003/04 | 49.    | 169    | 20.     | 169     | –       | –       | –            | –            | –           | –           |
| 2004/05 | 32.    | 257    | 12.     | 225     | 34.     | 32      | –            | –            | –           | –           |
| 2005/06 | 35.    | 235    | 10.     | 235     | –       | –       | –            | –            | –           | –           |

### Weltcupsiege
Ghedina erreichte 33 Podiumsplätze, davon 13 Siege:
| Datum             | Ort               | Land       | Disziplin |
| ----------------- | ----------------- | ---------- | --------- |
| 3. Februar 1990   | Cortina d’Ampezzo | Italien    | Abfahrt   |
| 15. März 1990     | Åre               | Schweden   | Abfahrt   |
| 20. Januar 1995   | Wengen            | Schweiz    | Abfahrt   |
| 25. Februar 1995  | Whistler          | Kanada     | Abfahrt   |
| 21. Dezember 1996 | Gröden            | Italien    | Abfahrt   |
| 11. Januar 1997   | Chamonix          | Frankreich | Abfahrt   |
| 18. Januar 1997   | Wengen            | Schweiz    | Abfahrt   |
| 4. Dezember 1997  | Beaver Creek      | USA        | Abfahrt   |
| 24. Januar 1998   | Kitzbühel         | Österreich | Abfahrt   |
| 19. Dezember 1998 | Gröden            | Italien    | Abfahrt   |
| 17. Dezember 1999 | Gröden            | Italien    | Abfahrt   |
| 5. März 2000      | Kvitfjell         | Norwegen   | Super-G   |
| 14. Dezember 2001 | Gröden            | Italien    | Abfahrt   |

### Europacup
- Sieg in der Abfahrtswertung 1988/89

### Italienische Meisterschaften
Kristian Ghedina gewann insgesamt 12 italienische Meistertitel:
- Abfahrt (6): 1990, 1993, 1994, 1995, 1998, 2000
- Super-G (3): 1990, 2000, 2002
- Kombination (3): 1995, 1997, 1998